# 横須賀市議会
横須賀市議会（よこすかしぎかい）は、神奈川県横須賀市の地方議会。

## 概要
- 定数：39人
- 任期：4年
- 選挙区：区全体を1選挙区とする大選挙区制（単記非移譲式）
- 議長：加藤眞道（自由民主党）
- 副議長：土田弘之宣（公明党）

## 運営

### 会期
横須賀市議会は、2017年5月から定例会の回数を年1回とし、議会としての権限を行使し、法的に活動できる期間である「会期」をほぼ1年間とする通年議会を導入している。
ただし、議案等の審議は3月、6月、9月及び12月の「定例議会」として集中的に行う運用となっている。「定例議会」以外に緊急性のある議案審議等を行う場合は「臨時議会」として会議を開く。

### 議会改革
横須賀市議会では議会改革の一環で、一般質問や代表質問など会議内での質疑に一問ずつ質問して答弁を得る一問一答方式を導入している。

## 会派
（2024年7月22日現在）
自由民主党（15名）団長 南まさみ、副団長 青木秀介、青木哲正、田辺昭人、松岡和行、加藤眞道、大野忠之、渡辺光一、西郷宗範、山本けんじゅ、大貫次郎、池田徳重、髙橋いずみ、泉谷翔、海老あやの
公明党（7名）団長 関沢敏行、副団長 本石篤志、土田弘之宣、石山満、二見英一、川本伸、菅原恵美子
一市民（5名）団長 加藤ゆうすけ、副団長 堀りょういち、小林優人、竹岡力、天白牧夫
研政会（4名）団長 伊関功滋、副団長 長谷川昇、工藤昭四郎、髙橋英昭
日本共産党（3名）団長 大村洋子、副団長 井坂直、ふじそのあき
日本維新の会（2名）団長 安川健人、副団長 ひろなか信太郎
無会派（3名）中川さおり、葉山なおし、藤野英明

### 交渉会派
所属議員が4名以上の会派を交渉会派と呼ぶ。交渉会派は議会運営委員会に委員を出すことが出来る。現在4つの会派が交渉会派である。

## 委員会

### 議会運営委員会
議会運営委員会は、議会の運営をスムーズに行うために、議事の取り扱いや会派間の意見調整を行う委員会である。委員は交渉会派から所属議員数に応じて構成される。定数は10名である。

### 常任委員会
常任委員会は、効率よく議案をきめ細かく審議するために、いくつかの専門的な委員会に分かれて、議案や請願、陳情などの審査を行なう委員会である。 現在、市の執行機関の所管局別に4つの常任委員会と予算・決算に関連する議案を専門的に審査するために設けた予算決算常任委員会が設けられている。委員の任期は1年である。
| 委員会名           | 定数 | 所轄事項 |
| ------------------ | ---- | --- |
| 総務常任委員会     | 10人 | - 総務及び財務に関する事項 - 政策推進及び文化振興に関する事項 - 産業経済に関する事項 - 他の常任委員会の所管に属しない事項 |
| 民生常任委員会     | 10人 | - 民生及び地域支援に関する事項 - 社会福祉及び保健衛生に関する事項 - 子どもに関する事項                                    |
| 環境教育常任委員会 | 9人  | - 環境政策及び廃棄物に関する事項 - 教育に関する事項 - 人権及び渉外に関する事項 - 消防に関する事項                         |
| 都市整備常任委員会 | 10人 | - 土木及び建築に関する事項 - 緑政に関する事項 - 港湾に関する事項 - 上下水道に関する事項                                   |
| 予算決算常任委員会 | 39人 | - 予算及び決算に関する事項                                                                                                |

### 特別委員会
特別委員会は、特定の事項について詳しく審査する必要がある場合に、議会の議決を経て設置される委員会である。

## 議員報酬と諸手当
| 役職   | 報酬           | 政務活動費     |
| ------ | -------------- | -------------- |
| 議長   | 月額 743,000円 | 月額 130,000円 |
| 副議長 | 月額 680,000円 | 月額 130,000円 |
| 議員   | 月額 646,000円 | 月額 130,000円 |